# والتر دونادو
والتر دونادو (اسپانیایی: Walter Donado‎؛ ۱ اوت ۱۹۶۲) بازیگر و سرمایه‌دار اهل آرژانتین است.
از فیلم‌هایی که وی در آن‌ها نقش داشته‌است، می‌توان به قصه‌های وحشی اشاره نمود.